# Thuần dưỡng voi rừng
Thuần dưỡng voi rừng hay còn gọi là thuần dưỡng voi là một phương pháp để thuần phục những con voi rừng hoang dã bằng các biện pháp khác nhau để huấn luyện chúng trở thành những vật nuôi ngoan ngoãn, nghe theo con người và những con voi này được xem giống như những con voi nhà. Cần lưu ý, đây là quá trình thuần dưỡng chứ không phải là thuần hóa vì quá trình này không tạo ra loài mới hay giống mới, những con voi chưa bao giờ được coi là gia súc như trâu, bò, dê, cừu, lừa, ngựa, lạc đà, đây là quá trình thuần dạy voi.
Muốn được những con voi to lớn phải phủ phục và cam chịu phục vụ cho con người, voi phải bị thuần hóa ngay từ khi mới lọt lòng mẹ. Và con người đã làm điều đó bằng một quá trình được gọi là Phajaan hay còn gọi là sự phá hủy (the crush). Thứ bị phá hủy ở đây chính là linh hồn, là tinh thần của voi. Quá trình này sẽ được lặp đi lặp lại, với mục đích hoàn toàn triệt hạ tính kháng cự của voi. Chúng sẽ học được cách sợ con người, và buộc phải phục tùng con người dựa trên nỗi sợ đó, đây là cả một câu chuyện đắng lòng xung quanh việc thuần hóa những con voi thành động vật hiền hóa.

## Trên thế giới
Những phương pháp thuần dưỡng voi rừng đã có ở Ấn Độ, Myanmar, Việt Nam và Thái Lan bằng các hình thức đa dạng, đây là quá trình để biến những con voi hoang dã thành những con voi ngoan ngoãn và có ích. Loài voi đầu tiên được thuần dưỡng là Voi châu Á để sử dụng trong nông nghiệp. Việc thuần dưỡng voi không phải là sự thuần hóa đầy đủ vì chúng vẫn còn bị bắt trong hoang dã,chứ không phải được gây giống trong tình trạng nuôi nhốt. Có thể đã bắt đầu ở một trong 3 vùng đất khác nhau.
Những bằng chứng cổ xưa nhất của voi được thuần hóa là ở khu vực Lưỡng Hà đạo, khoảng 4.500 năm trước đây. Một khu vực khác là nền văn minh Thung lũng sông Ấn, vào cùng khoảng thời gian này. Những bằng chứng về sự hiện diện của voi hoang dã là ở khu vực Thung lũng sông Hoàng Hà vào thời nhà Thương (1600-1100 TCN) cũng đã dẫn đến việc Trung Quốc đang được đề xuất như là một nơi bắt đầu của việc thuần dưỡng voi.

### ỞẤn Độ
Ở Ấn Độ hiện nay, nhiều con voi bị xích hàng chục năm trời mà không có một giờ thả tự do hay bị đánh bởi những thanh sắt lớn là điều mà những con voi được chọn để phục vụ du lịch Ấn Độ phải chịu đựng, chúng bị những sợi xích đang trói nghiền chân sau của nó vào gốc cây. Những con voi khác cũng chịu cảnh tượng khổ sở tương tự khi bị những quản tượng tại các ngôi đền thuần hóa bằng các hình thức vô nhân đạo. voi bị đánh hàng ngày bằng gậy sắt và xích chặt một chỗ trong nhiều năm trời. Có con voi bị đứng một chỗ suốt 20 năm, có con bị đóng đinh lên ngón chân. Khi quản tượng muốn chúng nghe lời, họ chỉ cần ấn vào cái đinh đó đem đến sự đau đớn cho chúng.
Chưa bao giờ, những con voi này được thả tự do để đi lại trong suốt cuộc đời nô lệ của nó. Thời gian đi lại của chúng trong mỗi năm là từ tháng 10 đến tháng 5. Một con voi sẽ được tham gia vào khoảng 100 - 150 lễ hội kỷ niệm. Chúng sẽ phải di chuyển cật lực gần 6.000 km trong suốt 3 tháng, bị nhồi nhét trong những chiếc xe tải lớn, bao quanh bởi đám đông hàng chục nghìn người. Người ta thường bịt mắt những con voi khi chúng di chuyển. Điều này khiến voi hoàn toàn phụ thuộc vào quản tượng. Những con voi vào thời kỳ động dục sẽ bị tiêm hormone kiềm chế. Ba con voi trong những năm gần đây đã chết vì bị tiêm hormone này. Thức ăn chủ yếu của chúng là cọ khô. Trong tự nhiên, voi thường ăn hỗn hợp nhiều loại cỏ, lá cây và rau quả. Nhu cầu của chúng là uống khoảng 140-200 lít nước mỗi ngày. Tuy nhiên, khi bước vào cuộc đời nô lệ, chúng phải chịu một chế độ ăn khắc nghiệt hơn nhiều.

### Tại Thái Lan
Thái Lan là quốc gia có nhiều voi và voi được sử dụng nhiều trong du lịch, tuy nhiên nhiều ý kiến cho rằng để thuần dưỡng được voi ở Thái Lan phục vụ cho con người là một câu chuyện đắng lòng. Thực tế, không một con voi hoang dã nào để con người cưỡi lên cả. Bản chất của voi cũng không hề hiền lành, thậm chí là khá hung dữ, nên việc tiếp cận một con voi hoang dã có thể khiến con người ngồi lên trên như chơi. Con voi mẹ, bị cướp con chỉ sau vài tháng. Còn voi con, chúng sẽ bị nhốt trong những không gian cực kỳ chật hẹp, như chuồng, hoặc giam dưới một cái hố để không thể di chuyển. Voi bị nhốt và đánh đập chỉ sau vài tháng kể từ khi lọt lòng mẹ. Hàng ngày, voi con được hưởng một chế độ chăm sóc đặc biệt chỉ toàn roi và gậy.
Người quản tượng bạo hành chúng, đâm vào da thịt chúng một dụng cụ đặc biệt được gọi là bullhook là thanh kim loại có 2 ngạnh sắc nhọn ở đầu giống như sừng bò. Voi con cũng thường xuyên bị bỏ đói, và thậm chí bị ngăn không cho ngủ trong nhiều ngày. Sau khi được thuần hóa, voi sẽ bị bắt phải tập luyện diễn trò để thu hút du khách: từ việc cho cưỡi, tung hứng, đến quỳ lạy bên đường chúng cũng phải làm. Nhưng thậm chí cả lúc đó, việc đối xử với voi cũng không hề khá hơn. Những người ở trại voi vẫn bạo hành chúng bằng bullhook, dù tần suất ít hơn. Tất cả là để duy trì nỗi sợ của voi, và bóc lột sức lao động của chúng. Những chú voi sẽ bị ép buộc phải làm việc kể cả khi vết thương còn rỉ máu, khiến tỉ lệ nhiễm trùng tăng cao. Điều này sẽ gây ảnh hưởng nghiêm trọng đến sức khỏe của voi, đồng thời khiến cho khả năng tái hòa nhập khi thả về tự nhiên gần như không còn.
Việc cưỡi lên lưng voi sẽ gây ảnh hưởng nghiêm trọng đến cột sống của chúng. Nếu chỉ 1 người ngồi lên thì không sao, nhưng nếu cưỡi theo đoàn sẽ có tác động xấu, vì cấu tạo xương sống của voi không hề phù hợp cho việc cưỡi. Vì sống trong nỗi sợ hãi quanh năm, sự dồn nén quá lâu đã khiến rất nhiều trường hợp voi hóa điên, quật chết quản tượng, và chạy ra đường phá phách. Với nỗi sợ sẵn có, chúng sẽ nhìn con người như kẻ thù, tấn công tàn phá bất cứ thứ gì có thể, để rồi chết trong làn mưa đạn của chính những kẻ đã hủy hoại chúng. Trường hợp một du khách người Scotland vào tháng 1 năm 2016 tại đảo Koh Samui. Con voi trong một phút điên loạn đã hất anh xuống, giẫm đạp, dùng ngà húc nạn nhân đến chết, rồi sau đó chạy thẳng vào rừng, sau đó con voi đã bị bắn chết.

## Ở vùng Tây Nguyên
Ở vùng Tây Nguyên có người M’Nông có vốn tri thức phong phú về săn bắt voi rừng mà còn có nhiều kinh nghiệm thuần dưỡng, chăn nuôi voi. Đàn voi được thuần dưỡng ở tỉnh Đắc Lắc đã trở thành biểu tượng độc đáo của người dân bản địa. Voi được thuẫn dưỡng hiện diện trong mọi sinh hoạt đời sống của con người ở đây. Độ tuổi voi rừng mà đoàn săn bắt hướng đến thông thường từ 2 - 4 tuổi, nếu vượt quá 4 tuổi voi rừng rất khó thuần dưỡng vì bản tính hoang dã rất lớn. Mỗi khi bắt được voi rừng về, họ chưa đưa ngay về buôn làng mà chỉ cử người về báo tin vui (hoặc thổi tù và sừng trâu báo hiệu người làng cũng biết là bắt được voi rừng).
Voi con được đưa về khu rừng cạnh buôn, nơi có bãi cỏ, ven suối và có cây vừa che mát, vừa để buộc voi khi tập gọi nơi đó là bãi thuần dưỡng (Ntuk rđăp rveh). Khi đã săn bắt được voi con rừng người ta đem về cho các thợ thuần dưỡng nhiều kinh nghiệm thu phục chúng. Người thuần dưỡng voi (mnuih rđăp rveh) có thể là các gru (dũng sĩ) bắt voi, hoặc là người chưa hề bắt được con voi nào nhưng có kinh nghiệm thuần dưỡng. Trong quá trình thuần dưỡng voi người ta dùng 13 loại dụng cụ khác nhau theo thứ tự tập voi.Thời gian thần dưỡng voi kéo dài 5 – 7 tháng, con nào khó tính có thể kéo dài vài năm. 

### Nhịn và nhốt

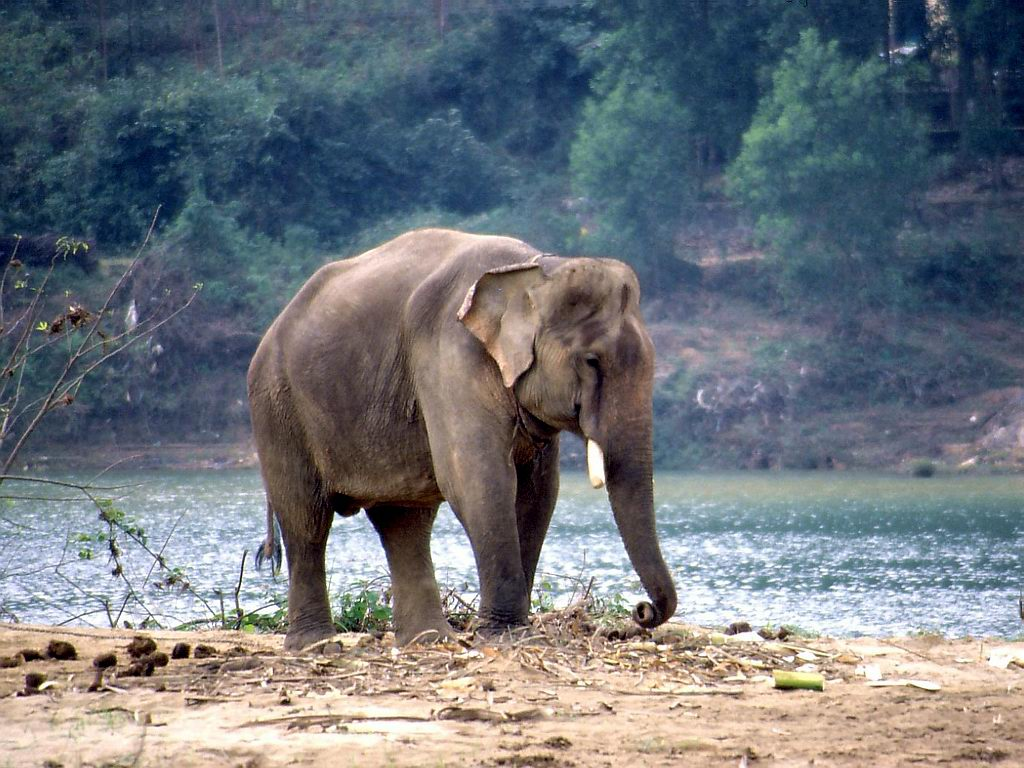
Một con voi đã được thuần dưỡng

Trong 3 ngày đầu người ta nhốt voi lại và chỉ cho voi ăn uống rất ít, cốt làm cho nó suy yếu để bớt hung hăng, dữ tợn, thậm chí người ta còn bỏ đói chung. Coi con bị bỏ đói vài ba ngày, khi thấy đã thật sự sắp lả đi, người thợ thuần dưỡng voi mới lân la đến gần đưa cỏ non hoặc mía làm quen. Vài lần như thế cho voi bớt sợ và quen dần với con người, khi đó mới bắt đầu đưa ra các mệnh lệnh của giai đoạn tập xỏ còng.
Người ta dùng một cái cùm hình chữ V được làm bằng 2 cành cây gai nhọn buộc vào cổ voi con, dùng dây thừng kéo lên cao 2, 3 mét so với mặt đất để phạt chúng. Dùng hai cái cùm số 8 bằng dây gai nhọn sắc, một cái cùm vào 2 chân trước, cái còn lại cùm hai chân sau nhằm tập cho nó bước đi chậm chạp, giảm tính hung hăng, hoang dã. Tiếp đến người ta dùng voi nhà kiềm chế, bắt nó đứng im để đưa còng số 8 vào hai chân sau, hai chân trước và xích một chân sau vào gốc cây để nó chỉ tiến lui trong một khoảng ngắn.
Người ta đóng gông có gai nhọn vào cổ và treo gông lên một cành cây trên đầu voi, khiến cho voi không thể quay đầu qua lại hoặc dùng vòi quật vì bị gai đâm. Sau đó họ dùng lông nhím xâu lỗ tai cho voi để nó đeo một sợi dây như phụ nữ đeo khuyên tai, đánh dấu con voi đã có chủ.Khi voi con đã đau đớn, gầm rú dữ dội người thợ thuần dưỡng lại cho nó nghỉ 2, 3 ngày, cho ăn thức ăn bồi bổ, đồng thời xoa dịu nó. Hết quảng thời gian trên, người thợ lại dùng gậy greo nhọn sắc đánh vào mông voi rừng con, phía trước 2 người khác dùng sào đâm vào đầu, voi con con chống trả quyết liệt. Càng chống cự thì cùm chữ V treo đầu voi con lên cao lại siết chặt nó đau đớn nhờ hai hàng gai nhọn sắc. 

### Uy hiếp/phá hủy
Khi người thợ quan sát voi con chảy nước mắt cho thấy đã bị thuần phục thì cho ăn mía, cây rừng, dùng thuốc đắp vết thương đưa vào bãi thuần dưỡng. Đây là thời điểm vừa trấn áp uy hiếp, vừa dụ dỗ, người thuần dưỡng tìm mọi cách thuyết phục qua hành động để dần dần có thể đến gần được con voi. Những bài tập đầu tiên cho voi phải theo khẩu lệnh đơn giản như nhấc chân, quỳ xuống, cúi đầu với phương pháp phản xạ có điều kiện. Người ta dùng một cây le già, dài khoảng 2,5m một đầu gắn đinh nhọn dài 2 cm, khi con voi tỏ thái độ dữ tợn thì có thể 2 - 3 người thuần dưỡng cầm cây le đâm vào người nó.
"Huyệt" đâm làm nó sợ nhất là dọc sống mũi. Khi voi có biểu hiện sợ sệt, mắt nhìn lấm lét và "khóc" chảy nước mắt thật sự thì người ta dùng lời dịu dàng dụ dỗ và cho voi ăn thứ cỏ non được cắt bên bờ sông hoặc các khu đầm lầy đã tước sạch lá còn cọng, là thứ voi rất ưa thích. Sau một tuần người đứng xa đưa cỏ, voi dùng vòi lấy cỏ ở tay người thì nó đã hơi quen, người thuần dưỡng có thể tiến đến gần voi hơn để sờ mó, vuốt ve nó. Cũng trong giai đoạn này, người ta rửa vết loét và đắp thuốc cho voi. Một số loại vỏ cây dùng làm thuốc hoà với đất tổ mối đắp lên các vết xây xát, bầm dập trên thân thể voi do quá trình rượt bắt và đâm đập thị uy gây nên.

### Xỏ còng
Tiếp đến người ta tập cho voi xỏ còng. Các vòng số 8 buộc vào chân voi trước đây được tháo ra. Đầu tiên cho voi xỏ còng lớn, sau đó mới tập cho voi xỏ còng nhỏ. Người ta buộc cổ và một chân voi vào một gốc cây, mỗi lần đút còng vào chân voi, người ta hét to ra lệnh, kết hợp với dùng sào tre có đầu đinh nhọn đâm vào chân, bắt nó nhấc chân lên. Nếu tập xỏ còng vào chân sau thì lấy sào nhọn đâm vào chân đó và hô "srố" (xỏ còng). Khi voi nhấc chân, xỏ còng giả vào và hô tiếp "ó ò" (đúng rồi!). Để voi nhớ hiệu lệnh, thợ thuần dưỡng đưa còng giả lên xuống, cọ xát vào chân voi nhiều lần. Các chân khác cũng được tập như thế. Thời gian tập xỏ còng từ 17 - 42 ngày, tuỳ theo tuổi, tính tình và đặc điểm của từng con voi. Đây là bước đầu tiên cơ bản. Nếu tập xong động tác này, có thể thả voi (buộc dây xích vào cây) để cho voi tự do ăn cỏ. Từ đây, gần như không phải cắt cỏ cho voi trong các quá trình tập sau này.
Tập cho voi nghe các hiệu lệnh điều khiển của nài. Khi voi đã quen, người ta tập cho voi đi lại theo sự điều khiển của con người. Một người cầm dây tai dắt voi đi thẳng, người ngồi trên cổ voi dùng móc nhọn đánh vào mông, hai bàn chân trước thúc mạnh vào hốc tai voi, người đằng sau đâm sào nhọn vào chân voi, ép voi đi thẳng với khẩu lệnh "hău song năp". Nếu bắt voi quay trái thì dắt voi theo hướng đã định, đồng thời người ngồi trên cổ voi đánh móc nhọn vào trán và hô "khoi khoi" (đi từ từ). Muốn voi đứng lại, cũng đâm móc nhọn vào trán và hô "hâu hâu" (dừng lại). Nếu voi không tuân lệnh, các thợ thuần dưỡng đâm sào nhọn vào chân, mình, mông voi.

### Tắm
Lúc voi đã đi đứng đúng theo sự điều khiển của các thợ tập thì người ta chuyền sang tập voi xuống nước. Tập voi xuống nước là làm cho voi quen với nước để sau mỗi buổi tập và làm việc thì sẽ làm vệ sinh, tắm rửa cho voi và để voi uống nước. Một người ngồi trên cổ voi để điều khiển và người đi trước cầm dây thừng dắt voi đi theo hướng đường xuống nơi có nước. Giai đoạn tiếp theo là tập để voi quen với việc tắm dưới nước, tập cho voi làm quen với trọng lượng nặng dần lên ở trên lưng.
Voi xuống nước ngập 1/3 thân, rồi người ngồi trên voi dùng móc điều khiển đâm vào lưng voi và hô "trôm" (nằm xuống). Voi nằm xuống, mọi người kỳ cọ cho voi để voi làm quen với việc tắm rửa. Sau đó muốn cho voi đứng dậy, đi lên bờ thì người ngồi trên cổ voi lấy chân thúc vào u tai voi, và người đằng trước kéo dây tai voi cho voi đứng dậy và theo hướng người dắt lên bờ. Làm như vậy nhiều lần voi sẽ quen. Mỗi ngày người ta dành 3 giờ để tập trong 3 buổi: sáng, trưa, chiều. Tập trong vòng 15 – 20 ngày thì voi sẽ quen xuống sông suối.

### Thồ, kéo
Sau cùng, người ta tập cho voi biết chở người, thồ hàng và kéo gỗ. Tập voi chở người, đầu tiên có hai người ngồi trên lưng. Rồi tập cho voi đi gần, đi xa để quen với trọng lượng trên lưng. Tập thồ hàng thì phải có bành voi. Bộ bành được chằng nịt chặt trên lưng voi. Người ngồi trên cổ voi lần lượt lót đệm để vào lưng voi. Khi đã đặt bành xong thì người ta đưa dụng cụ, đồ đạc vào bành thồ và người cũng ngồi vào đó. Người ngồi trên cổ cầm roi đánh voi, dùng móc điều khiển voi cho voi đi. Cứ như vậy tập đi tập lại nhiều lần. Tập voi kéo gỗ cũng thường bố trí 2 thợ thuần dưỡng. Một người ngồi trên cổ voi, lấy đệm đặt vào lưng voi, sau đó lấy dây kéo gỗ quàng vào cổ voi, qua lưng xuống mông voi, rồi buộc vào cây gỗ dưới đất. Người dưới đất giúp việc chằng voi, đưa dây vào khúc gỗ, xong, người điều khiển ngồi trên cổ voi đánh thúc voi kéo gỗ đi.

### Tập dợt
Khi voi đã thuần thục các động tác thì nghỉ tập và buộc voi vào nơi bãi chăn thả trong rừng. Voi phải làm quen với cách sống ở bãi chăn thả khi không có người và voi nhà kèm cặp. Hai chân sau của nó phải đeo một dây xích sắt dài 10 - 15m, nặng tới 50 kg để nó khó bỏ đi xa vì vừa nặng, vừa vướng vào cây rừng. Khi đi tìm nó thì cứ lần theo dây xích. Cứ năm bảy ngày, voi được đưa về nơi thuần dưỡng một lần để nhớ lại. Về cơ bản, việc thuần dưỡng đến đây là kết thúc.
Sau này, người ta chỉ tập thêm một số động tác cho voi tinh khôn hơn như quỳ hai chân sau, gập hai chân trước để chào nài và đỡ người lên trên bành, tập các động tác quỳ xuống cho người lên... Thời gian thuần dưỡng kéo dài 2 -3 tháng mới dạy xong một chú voi. Sau chừng vài ba tuần trăng, chú voi con đã thật sự bị thuần phục. Khi đó nó mới được tháo cùm chân, tháo dây buộc cổ đưa ra bãi chăn thả, làm quen với việc không có người và voi nhà kèm cặp. Voi có thể tự do đi lại trong khuôn khổ một sợi dây xích dài tới 10–15 m buộc vào chân, để khi cần cứ theo sợi dây mà tìm voi về. 

### Nhập buôn

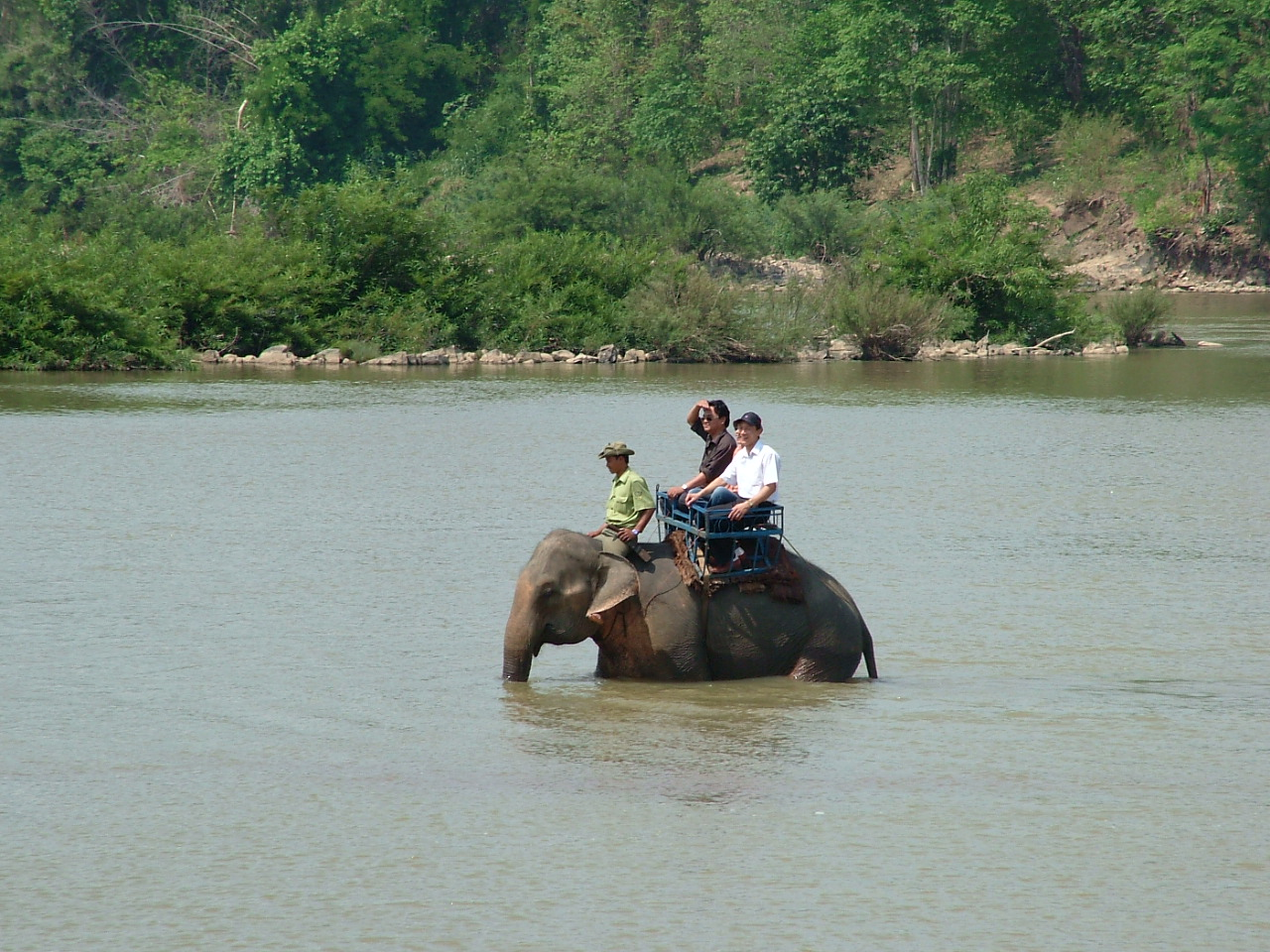
Voi được thuần dưỡng để phục vụ cho con người

Một khi con voi đã khôn ngoan, biết vâng lời, đã thuộc lòng các bài tập, các động tác, có thể tham gia giúp người lao động sản xuất thì đồng bào đưa voi nhập buôn. Voi nhập buôn là bước khởi đầu quan trọng đối với buôn làng, giống như việc con người nhập khẩu vào chỗ ở mới vậy. Theo quan niệm của đồng bào, thêm một con voi vào buôn tức là tăng thêm sức lao động của cộng đồng, chưa nói đến đây còn là một tài sản quý, nói lên sự giàu đẹp của buôn làng. Gia chủ phải chuẩn bị sẵn một mâm cúng gồm một ché rượu, một gà, cũng đôi khi là chiếc đầu và đuôi heo nhỏ. Trong Lễ nhập buôn, người ta khấn cho voi. Và con voi, khi đã qua lễ cúng nhập buôn được coi như một thành viên của làng, được đối xử tử tế được chăm sóc như đối với con người.

## Chuyện con voi

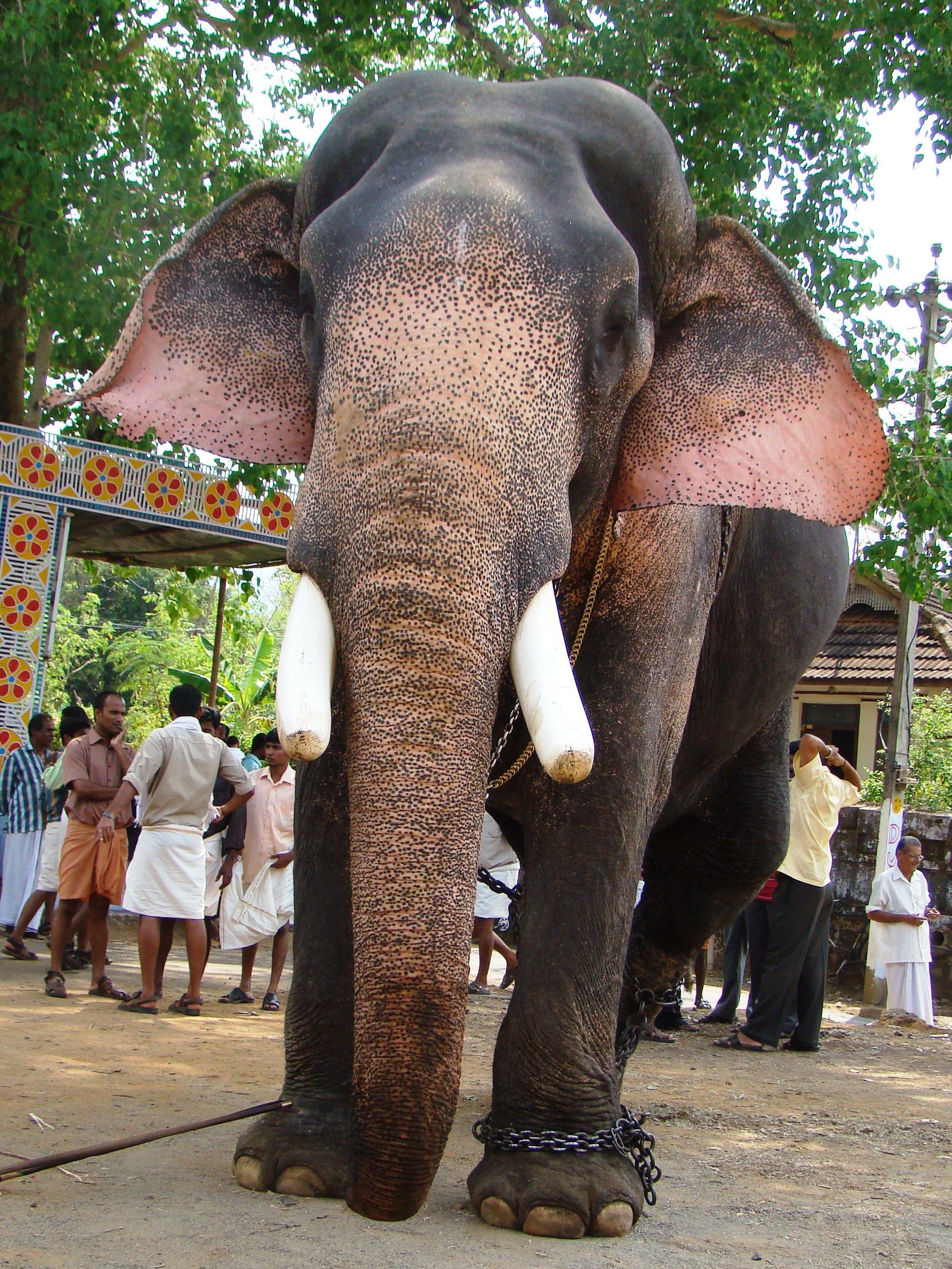
Một con voi khổng lồ nhưng không thoát được một sợi giây thừng

Chuyện con voi và sợi dây thừng là câu chuyện truyền miệng cũng liên quan đến tâm lý này. Trong khu rừng có một con voi hoang dã bị bắt. Chân của nó bị trói vào một thanh sắt và buộc bởi những sợi dây thép cứng khiến voi không thể phá vỡ dù đã cố gắng vùng vẫy rất nhiều lần. Theo thời gian, voi nhận ra rằng dù nó có vùng vẫy và dùng sức lực mạnh thì cũng không thoát được sợi dây thép cứng và thanh sắt kia. Vì vậy, voi quyết định cam chịu bị nhốt bởi dây thép cứng. Khi voi không còn cố gắng vùng vẫy để thoát ra khỏi sợi dây thép cứng đang buộc hai chân nữa, người ta thay vào đó bằng một sợi dây thép buộc một bên chân của voi, voi nghĩ rằng một bên dây thép có lẽ sẽ dễ dàng để vùng thoát ra hơn và nó tiếp tục cố gắng để thoát ra khỏi sợi dây thép buộc một bên chân, nhưng dây thép rất cứng và mọi nỗ lực dường như vô ích. 
Nó quyết định không tìm cách thoát ra nữa, và sau đó người ta thay dây thép bằng sợi dây thừng bình thường, thay cột sắt bằng cột gỗ. Tuy nhiên, lúc này voi đã quá chán nản và tuyệt vọng. Nó nghĩ rằng dù có dùng sức lớn đến đâu cũng sẽ không thoát ra được sợi dây thừng kia. Vì thế, con voi to lớn quyết định cam chịu kìm hãm bởi một sợi dây thừng. Có một điều mà con voi không hề biết rằng với sợi dây thừng mỏng manh và chiếc cọc gỗ kia, voi chỉ cần dùng một chút sức nhỏ là cũng có thể được tự do. Nhưng voi đã bỏ cuộc quá sớm, thậm chí không thèm cố gắng để thoát ra ngoài và chấp nhận bị trói buộc suốt đời bằng thứ dây thừng nhỏ bé. Từ đó có luận giải rằng nhiều người có ý niệm rằng mình không thể làm điều gì đó, đơn giản chỉ vì trong quá khứ, đã từng thất bại việc đó một lần, không dám đối mặt với điểm yếu của bản thân. 
Câu chuyện thứ hai cũng có nội dung tương tự, chuyển kể về việc có một người đàn ông đi qua chỗ đàn voi đang đứng, anh ta thấy một cảnh tượng một con voi to lớn, chỉ bị cầm giữ bằng một sợi giây thừng ở chân trước, nó đang bị cột lại bởi một sợ dây thừng nhỏ bé và mong manh chứ chẳng phải là sợi dây xích dày. Sợi dây thừng này thì hiển nhiên con voi chỉ cần giật nhẹ cũng đứt và nó có thể tự giải thoát cho chính mình, chạy đi bất cứ lúc nào, nhưng nó không làm vậy. Anh ta đi hỏi người chủ con voi thì chủ của con voi trả lời: “Khi chúng còn là con voi con, thì tôi dùng loại dây thừng cở đó trói chúng lại, dây như vậy là đủ giữ chúng rồi. Và chính điều đó khiến chúng nghĩa rằng chúng không bao giờ có đủ sức giật đứt sợi dây. Dù cho bây giờ chúng đã lớn, chúng vẫn tin mình không thể dứt nổi những sợi dây thừng này nên chúng cũng chẳng bao giờ chúng có ý nghĩ dứt bỏ dây và chạy đi”. Những con voi này cho dù có thể giật đứt sợi dây một cách dễ dàng, nhưng do chúng nghĩ chúng không làm được điều đó, nên cứ mãi chịu trói buộc như vậy và vẫn cứ chấp nhận điều này.